# Aliette Opheim
Aliette Chrissi Opheim, ursprungligen Johansson, född 21 juli 1985 i Linköpings församling, är en svensk skådespelare.  

## Biografi
Opheim växte upp i Täby kyrkby, gick på Lasse Kühlers dansskola och estetisk linje på Fryshusets gymnasium, där hon upptäcktes och erbjöds den kvinnliga huvudrollen i dansfilmen Sandor slash Ida 2005. 2015 utexaminerades hon från Högskolan för scen och musik i Göteborg, under vilken tid hon även medverkade i Teater Tribunalens Om kriget kommer – en beredskapsfars.
Från 2014 till 2020 spelade hon rollen som Jonna Waldemar i tv-serien  Tjockare än vatten.  2018 tog hon rollen som Elsa Schenthal i fyra avsnitt av tv-serien Fortitude. 2020 medverkade hon som Fatima i åtta avsnitt av tv-serien Kalifat. 
Opheim har nominerats till Kristallen som "Bästa skådespelerska" för Tjockare än vatten (2014) och Kalifat (2020). Hon tilldelades Stockholms filmfestivals Rising Star Award 2015 och debuterade samma år internationellt som "Detective Albans" i Amazon Studios amerikanska serie Patriot (2015–2018). 2021 spelade hon "Gunhild" i den isländska Netflix-serien Katla. 2022 spelade hon i actionthrillern Svart krabba.
Hon har även varit verksam som fotomodell. Namnet Opheim har hon tagit efter sin norskfödda mormor. Hon vann Kristallen 2022 som "Årets kvinnliga skådespelerska i en tv-produktion" för sin medverkan i Knutby.

## Filmografi
- 2004 – Ring kåta Clarissa
- 2005 – Sandor slash Ida
- 2007 – Gangster
- 2009 – Playa del Sol (TV-serie), SVT
- 2009 – Olycksfågeln (TV-serie), SVT - Rollen som Vanessa
- 2011 – Arne Dahl: Upp till toppen av berget - Rollen som Lottie
- 2013 – Sommarstället
- 2013 – Snabba Cash III - Lollo
- 2014 – Tillbaka till Bromma
- 2014 – Tjockare än vatten (TV-serie), SVT
- 2014 – Ettor och nollor (TV-serie), SVT
- 2015 – Johan Falk: Blodsdiamanter
- 2015 – Johan Falk: Lockdown
- 2015 – Det vita folket
- 2015–2018 – Patriot (TV-serie) - Detective Agathe Albans
- 2016 – Tjockare än vatten (TV-serie), SVT
- 2016 – Svartsjön (TV-serie), TV3
- 2017 – Vilken jävla cirkus - Isabelle
- 2017 – Hassel (TV-serie) - Daniela Bergman
- 2018 – Fortitude (TV-serie) - Elsa Schenthal
- 2018 – Ensamma i rymden
- 2020 – Kalifat (TV-serie) - Fatima Zukic
- 2020 – Björnstad (TV-serie) - Mira
- 2021 – Katla (TV-serie) - Gunhild Ahlberg,  Netflix
- 2021 – Zebrarummet (TV-serie) – Sara
- 2021–2025 – Knutby (TV-serie) - Eva Skoog (Kristi brud),  Cmore
- 2022 – Mörkt Hjärta (TV-serie) - Tanja (Operativ chef lokala Missing People), Cmore
- 2022 – Svart krabba - Forsberg
- 2026 – Vaka (TV-serie)
- 2026 – The Storm

## Priser och utmärkelser
- 2014 – Nominerad till Kristallen som "Bästa skådespelerska" för Tjockare än vatten
- 2015 – Stockholms filmfestivals Rising Star Award[9]
- 2020 – Nominerad till Kristallen som "Bästa skådespelerska" för Kalifat